# Gemina Lingula
La Gemina Lingula è una struttura geologica della superficie di Marte.